# Bhadohi (Distrikt)
Der Distrikt Bhadohi (Hindi भदोही जिला, Urdu بھڈوہی ضلع), von 1997 bis 2014 Distrikt Sant Ravidas Nagar (Hindi: संत रविदास नगर, Urdu: ضلع سنت رویداس نگر), ist ein Distrikt des indischen Bundesstaats Uttar Pradesh. Verwaltungszentrum ist die Stadt Gyanpur, die größte Stadt ist Bhadohi.

## Geographie
Der Distrikt Bhadohi liegt in der Gangesebene im Osten Uttar Pradeshs zwischen den Städten Varanasi und Prayagraj am nördlichen Ufer des Ganges, des größten indischen Stroms und heiligen Flusses der Hindus. Nachbardistrikte sind Varanasi im Osten, Mirzapur im Süden, Prayagraj im Westen und Jaunpur im Norden. Mit einer Fläche von 1015 km² ist Bhadohi der flächenmäßig kleinste Distrikt Uttar Pradeshs (Stand: 2011). Er ist in die drei Tehsils Aurai, Bhadohi und Gyanpur unterteilt und gehört zur Division Mirzapur.

## Geschichte
Das Gebiet des Distrikts Bhadohi gehörte im 18. Jahrhundert zu den Besitzungen des Maharajas von Benares. Nachdem dieser seine Souveränität an die Briten abgetreten hatte, wurde das Gebiet als Teil des Distrikts Mirzapur in Britisch-Indien eingegliedert, blieb aber als Familiengut im Besitz des Maharajas. 1911 gaben die Briten den Ländereien des Maharajas den Status des Fürstenstaats Benares. Dieser bestand aus zwei Exklaven westlich und südöstlich der Stadt Varanasi, deren westliche mit dem heutigen Distriktgebiet deckungsgleich ist. Nach der indischen Unabhängigkeit wurde der Fürstenstaat Benares in den Distrikt Varanasi eingegliedert. Am 30. Juni 1994 wurde Bhadohi als eigenständiger Distrikt aus dem Distrikt Varanasi herausgelöst. 1997 (?) wurde der Distrikt unter der damaligen Chief Ministerin Mayawati (Bahujan Samaj Party, BSP) in Distrikt Sant Ravidas Nagar umbenannt, nach dem Dichterheiligen Ravidas, der wahrscheinlich im 15. Jahrhundert nahe Varanasi (Benares) geboren wurde. Am 6. Dezember 2014 änderte die Regierung unter Chief Minister Akhilesh Yadav (Samajwadi Party) den Distriktnamen wieder in Distrikt Bhadohi. Im Jahr 2012 hatte die Yadav-Regierung schon acht weitere Distrikt-Um- oder Neubenennungen Mayawatis rückgängig gemacht. Die darüber erboste Mayawati bezeichnete die Rückbenennung von Sant Ravidas Nagar als „politische Vendetta“ und kündigte im Februar 2020 die Rückbenennung des Distrikts im Falle der Machtübernahme ihrer BSP bei den nächsten Wahlen an.

## Bevölkerung

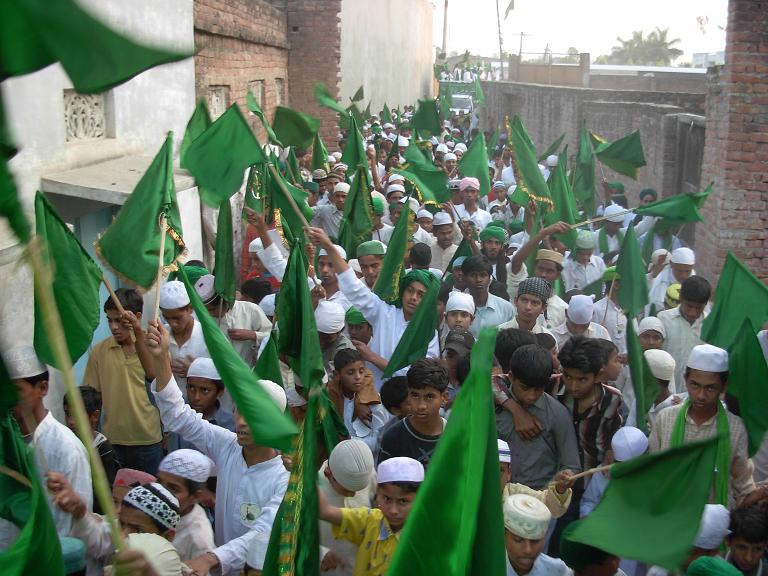
Muslime bei einer Mawlid-an-Nabi-Prozession in Bhadohi

Nach der Volkszählung 2011 hatte der Distrikt 1.578.213 Einwohner. Zwischen 2001 und 2011 wuchs die Einwohnerzahl um 15 Prozent. Der Distrikt ist ländlich geprägt: Weniger als 15 Prozent der Einwohner lebten im Jahr 2011 in Städten (der Mittelwert des Bundesstaates betrug 22 Prozent). Dabei ist Sant Ravidas Nagar sehr dicht besiedelt: Die Bevölkerungsdichte war mit 1555 Einwohnern pro km² fast doppelt so hoch wie im ohnehin schon hohen Durchschnitt Uttar Pradeshs (829 Einwohner pro Quadratkilometer). Die Alphabetisierungsquote lag mit 69 Prozent nahe am Mittelwert des Bundesstaates (68 Prozent).
Unter den Einwohnern des Distrikts stellten Hindus nach der Volkszählung 2001 mit 88 Prozent die große Mehrheit. Daneben gab es eine muslimische Minderheit von 12 Prozent. Die Muslime konzentrieren sich dabei auf die Städte: Unter der Stadtbevölkerung stellten sie fast die Hälfte der Bevölkerung.

## Städte
| Stadt        | Einwohner (2001) |
| ------------ | ---------------- |
| Bhadohi      | 74.439           |
| Ghosia Bazar | 15.778           |
| Gopiganj     | 17.938           |
| Gyanpur      | 12.056           |
| Khamaria     | 23.521           |
| Nai Bazar    | 11.887           |
| Suriyawan    | 17.014           |